# Pan South African Language Board
Pan South African Language Board (förkortat PanSALB) är en organisation i Sydafrika vars syfte är att främja flerspråkighet i Sydafrika och skydda de elva officiella språken tillsammans med san-, nama-, khoi- och sydafrikanskt teckenspråk. Den grundades år 1995. Organisationens styrelse består av ordförande och tio andra medlemmar.
PanSALB har nära samarbete med Sydafrikas regering, men organisationen är självständig från den.
I september 2020 tog organisationen ställning för att göra sydafrikanskt teckenspråk det tolfte officiella språket i Sydafrika.